# Mosquitoxylum jamaicense
Mosquitoxylum jamaicense är en sumakväxtart som beskrevs av Krug & Urb.. Mosquitoxylum jamaicense ingår i släktet Mosquitoxylum och familjen sumakväxter. Inga underarter finns listade i Catalogue of Life.